# George Washington Covington
George Washington Covington (* 12. September 1838 in Berlin, Maryland; † 6. April 1911 in New York City) war ein US-amerikanischer Politiker. Zwischen 1881 und 1885 vertrat er den Bundesstaat Maryland im US-Repräsentantenhaus.

## Werdegang
George Covington besuchte die öffentlichen Schulen seiner Heimat sowie die Buckingham Academy. Nach einem anschließenden Jurastudium an der Harvard University und seiner 1861 erfolgten Zulassung als Rechtsanwalt begann er in seinem Geburtsort Berlin in diesem Beruf zu arbeiten. Politisch schloss er sich der Demokratischen Partei an. Im Jahr 1867 war er Mitglied einer Versammlung zur Überarbeitung der Verfassung von Maryland.
Bei den Kongresswahlen des Jahres 1880 wurde Covington im ersten Wahlbezirk von Maryland in das US-Repräsentantenhaus in Washington, D.C. gewählt, wo er am 4. März 1881 die Nachfolge von Daniel Maynadier Henry antrat. Nach einer Wiederwahl konnte er bis zum 3. März 1885 zwei Legislaturperioden im Kongress absolvieren. Ab 1883 war er Vorsitzender des Committee on Accounts. Im Jahr 1884 verzichtete Covington auf eine erneute Kandidatur. Nach dem Ende seiner Zeit im US-Repräsentantenhaus praktizierte er wieder als Anwalt. Er starb am 6. April 1911 in New York.